# Брагин, Михаил Иванович
Михаил Иванович Брагин (1929—1990) — бригадир горнорабочих очистного забоя шахты «Тайбинская» комбината «Прокопьевскуголь». Герой Социалистического Труда (1973).

## Биография
Брагин Михаил Иванович родился 11 ноября 1929 г. в селе Усяты Кемеровской области. С 1943 г. по 1950 г. работал на машзаводе им. И. Черных кузнецом. Работу на шахте «Тайбинская» начал после службы в армии (1954 г.). Очистная бригада, которую он возглавлял почти сорок лет, трижды устанавливала всесоюзный и мировой рекорды. Последний — в августе 1978 года, непревзойденный до сих пор — за 31 рабочий день было добыто 81210 тонн угля. В 1973 году бригада М. Брагина становится инициатором социалистического соревнования под девизом «За повседневную ритмичную работу по добыче угля» и выдает на-гора сверх плана 20 тысяч тонн угля.

## Награды и память
В 1973 году М. И. Брагину присвоено звание Героя Социалистического Труда. Брагин Михаил Иванович награждён: двумя орденами Ленина, медалью «Золотая звезда», золотой медалью «За доблестный труд», орденом «Трудовой славы» I, II, III степеней. Михаилу Ивановичу присвоены звания: «Победитель областного социалистического соревнования», «Победитель во Всесоюзном Социалистическом соревновании среди рабочих угольной промышленности СССР». За многолетний труд Брагин М. И. занесен в книгу Почета города. Имя М. И. Брагина присвоено киселевской школе № 23, на шахте учрежден переходящий кубок, в лицее № 1 открыт музей, посвященный Герою.
Умер в 1990 году.